# Monte Alegre dos Campos
Monte Alegre dos Campos egy község (município) Brazíliában, Rio Grande do Sul állam északkeleti részén. 2021-ben becsült népessége 3237 fő volt.

## Története
A mai Esteira település területén a telepesek már 1820-ban felépítették a Nossa Senhora da Luz kápolnát. 1917-ben a területet Vacaria község kerületévé nyilvánították Vila Esteira néven. Később központját áthelyezték az Esteirától délre fekvő Monte Alegre településre (amely jóval később alakult ki egy birtokon), így a kerület is felvette ezt a nevet. 1995-ben függetlenedett és 1997-ben önálló községgé alakult.

## Leírása
Székhelye Monte Alegre dos Campos, további kerületei nincsenek. Agrárközség, a gazdaság fő ágazatai a gyümölcstermesztés (alma, szőlő) és állattenyésztés (szarvasmarha, szárnyas). A lakosság túlnyomó része vidéken lakik.